# チリグモ科
チリグモ科 Oecobiidae は、クモ類の分類群の一つで、小柄で壁に張り付くように生活するものである。ヒラタグモ科をここに含めることもある。

## 特徴
いずれも小柄で全体に扁平なクモである。三爪、8眼で篩板を持つ。
頭胸部は全体に扁平で幅広く、頭部に向けて幅狭くなってやや前に尖る。眼は8眼で、前後二列、前列はほぼまっすぐで中眼間は離れるが中眼と側眼はほぼ接する。後列は前曲（側眼が前に）で、後中眼はくさび形に変形。
歩脚は比較的短く、どの足もほぼ同程度の長さ。足の配置は特異で、前二対は前を向きながらも先端は外側に曲がって横向きになる。
腹部は楕円形でやや平ら。糸疣は篩板と通常の糸疣三対で、特に後疣が長く、その先端はやや曲がる。その間には肛門の部分が盛り上がり（肛丘）、その先端に多くの毛が放射状に並んでいる。
これらの特徴は篩板以外はヒラタグモ科のものに非常によく似ている。

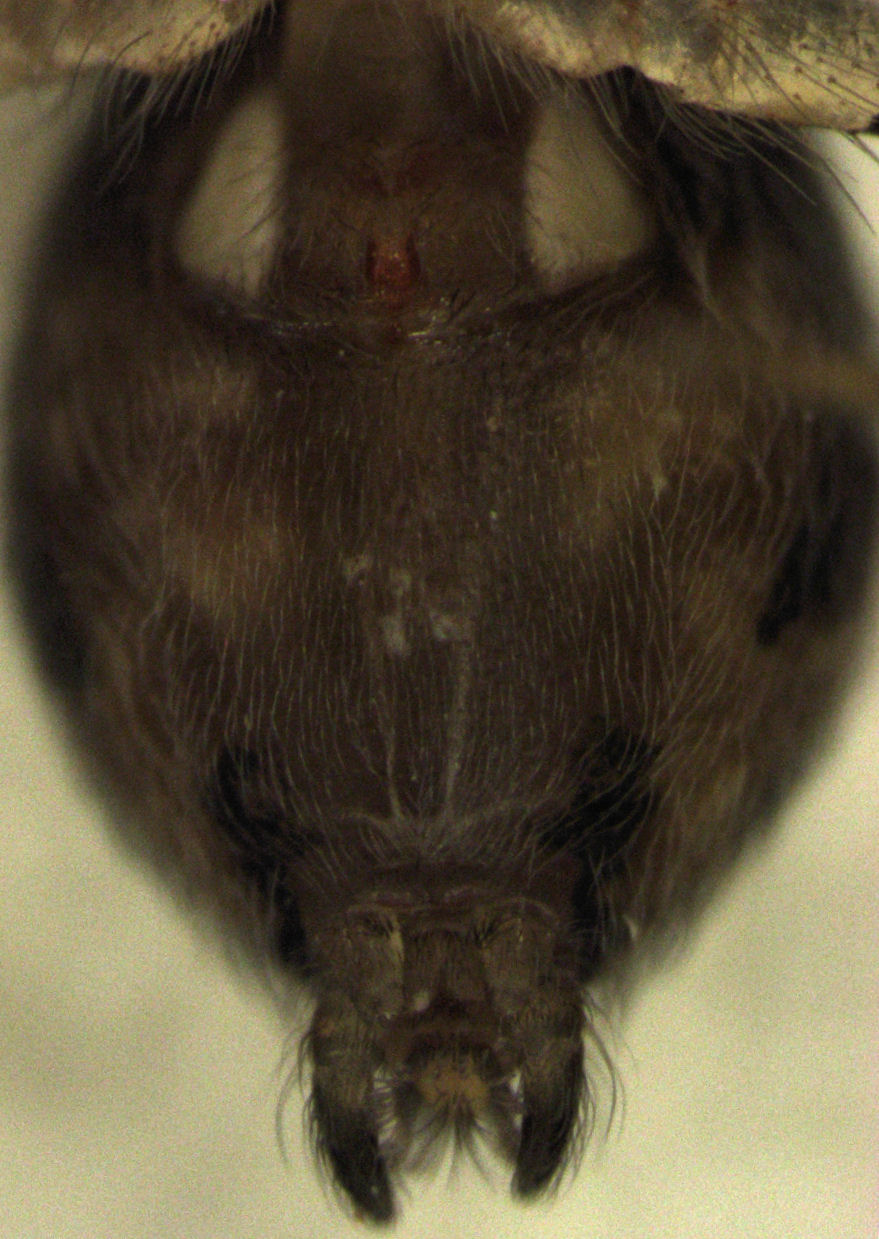
チリグモ・雌の腹部腹面

## 習性
人家の壁や岩盤の上に張り付いて生息している。テント状の網を作り、クモは中に潜む。獲物か近づくと、クモは飛び出してその周囲を回りながら糸をかけ、獲物に糸を巻き付けてから捕らえる。

## 分類
上記のようにこの科のものは形態的に非常にヒラタグモ科に似ており、生態面でもよく似ている。大きく異なるのは篩板の有無であり、そのため以前はかけ離れた系統的位置にあると考えられてきたが、篩板に関する考え方の変化によって、現在ではこの二科をまとめることが多く、その場合にはチリグモ科にまとめられる。
しかし日本ではやはりこの二つを分けるべきとする考え方が強く、ここでは小野(2009)に従って別個の科としておく。その場合、この科には3属90種ほどが属し、日本には1属2種のみが知られる。ただし、どちらも人為分布の可能性が高いとされる。
以下に日本産のものを挙げる。それ以外のものについてはチリグモ科の属種を参照されたい。なお、日本産ではチリグモがごく普通種、ヘヤチリグモは記録がある程度だが、いずれも日本原産ではないと考えられている。
- Oecobius　チリグモ属
- C. navus　チリグモ
- C. cellariorum　ヘヤチリグモ